# Seaford, South Australia
Seaford är en förort till Adelaide i Australien. Den ligger i kommunen Onkaparinga och delstaten South Australia, omkring 31 kilometer söder om Adelaide. Antalet invånare är 4 654.